# Petter Rudi
Petter Normann Rudi (Kristiansund, Noruega, 17 de septiembre de 1973) es un exfutbolista noruego, se desempeñaba como mediocampista. Jugó en diversos clubes, y fue internacional en 46 ocasiones con la selección de fútbol de Noruega.

## Clubes
| Club                | País       | Año       | Partidos | Goles |
| Molde FK            | Noruega    | 1991-1996 | 138      | 8     |
| KAA Gent            | Bélgica    | 1996      | 6        | 0     |
| AC Perugia          | Italia     | 1997      | 11       | 1     |
| Sheffield Wednesday | Inglaterra | 1997-2000 | 76       | 8     |
| Molde FK            | Noruega    | 2000-2001 | 15       | 2     |
| KSC Lokeren         | Bélgica    | 2001-2002 | 13       | 2     |
| Germinal Beerschot  | Bélgica    | 2002-2003 | 13       | 0     |
| FK Austria Viena    | Austria    | 2003-2004 | 4        | 0     |
| Molde FK            | Noruega    | 2004-2006 | 71       | 8     |
| Molde FK            | Noruega    | 2006-2007 | 12       | 3     |

## Palmarés
Molde FK
- Tippeligaen: 1994-95
- Copa de Noruega: 1994, 2005

FK Austria Viena
- Bundesliga: 2003-04

- Datos: Q377784